# Volta a Portugal de 2006
A 68ª Volta a Portugal em bicicleta realizou-se entre 5 e 15 de Agosto de 2006.

## Equipas
Nesta edição da Volta estiveram presentes 17 equipas (10 portuguesas e 7 estrangeiras).
| - LA Aluminios-Liberty Seguros ( Portugal) - Carvalhelhos-Boavista ( Portugal) - Riberalves-Alcobaça ( Portugal) - Imoholding-Loulé Jardim Hotel ( Portugal) - Maia-Milaneza ( Portugal) - Duja-Tavira ( Portugal) - Madeinox-BRIC-AR Canelas ( Portugal) - Paredes Rota dos Móveis-Beira Tâmega ( Portugal) - Barbot-Halcon ( Portugal) | - Vitória-ASC ( Portugal) - Lampre-Fondital ( Itália) - Barloworld ( Reino Unido) - Ceramica Flaminia ( Itália) - Kaiku ( Espanha) - Relax – GAM ( Espanha) - Comunidad Valenciana ( Espanha) - ELK Haus – Simplon ( Áustria) |

## Etapas
| Detalhe   | Data         | Cidades da etapa                           | km         | Vencedor da etapa            | Líder da classificação geral    |
| 1ª etapa  | 5 de Agosto  | Portimão-Beja                              | 186,5      | Cândido Barbosa · Portugal   | Cândido Barbosa · Portugal      |
| 2ª etapa  | 6 de Agosto  | Arraiolos-Lisboa                           | 180,6      | Manuel Cardoso · Portugal    | Manuel Cardoso · Portugal       |
| 3ª etapa  | 7 de Agosto  | Ansião-Viseu                               | 170,7      | Martin Garrido · Argentina   | Cândido Barbosa · Portugal      |
| 4ª etapa  | 8 de Agosto  | Viseu-São João da Madeira                  | 153,7      | Carlos Nozal · Espanha       | Lizuarte Martins · Portugal     |
| 5ª etapa  | 9 de Agosto  | Gondomar-Felgueiras                        | 156,5      | Gustavo César · Espanha      | Gustavo César · Espanha         |
| 6ª etapa  | 10 de Agosto | Santo Tirso-Fafe                           | 150,2      | Ricardo Mestre · Portugal    | Ricardo Mestre · Portugal       |
| 7ª etapa  | 12 de Agosto | Celorico de Basto-Alto da Senhora da Graça | 192,7      | João Cabreira · Portugal     | João Cabreira · Portugal        |
| 8ª etapa  | 13 de Agosto | Favaios-Guarda                             | 166,4      | David Blanco · Espanha       | Christian Pfannberger · Áustria |
| 9ª etapa  | 14 de Agosto | Gouveia-Fundão                             | 144,6      | Krassimir Vasilev · Bulgária | Carlos Pinho · Portugal         |
| 10ª etapa | 15 de Agosto | Idanha-a-Nova-Castelo Branco               | 39,6 (CRI) | David Blanco · Espanha       | David Blanco · Espanha          |

### Detalhe das etapas

#### Etapa 1
Resultado da Etapa 1
| Pos | Nome              | País     | Equipa                   | Tempo     |
| --- | ----------------- | -------- | ------------------------ | --------- |
| 1   | Cândido Barbosa   | Portugal | LA-Liberty               | 4h 32'13" |
| 2   | Hugo Sabido       | Portugal | Barloworld               | m.t.      |
| 3   | Alexander Efimkin | Rússia   | Barloworld               | m.t.      |
| 4   | Manuel Cardoso    | Portugal | Carvalhelhos-Boavista    | m.t.      |
| 5   | Danail Petrov     | Bulgária | Maia-Milaneza            | m.t.      |
| 6   | Rui Sousa         | Portugal | LA-Liberty               | m.t.      |
| 7   | Pedro Cardoso     | Portugal | Maia-Milaneza            | m.t.      |
| 8   | Bruno Neves       | Portugal | Madeinox-BRIC-AR Canelas | m.t.      |
| 9   | Andrei Zintchenko | Rússia   | Riberalves-Alcobaça      | m.t.      |
| 10  | Gilberto Sampaio  | Portugal | Paredes Rota dos Móveis  | m.t.      |

Geral individual após Etapa 1
| Pos | Nome              | País     | Equipa                   | Tempo     |
| --- | ----------------- | -------- | ------------------------ | --------- |
| 1   | Cândido Barbosa   | Portugal | LA-Liberty               | 4h 32'03" |
| 2   | Hugo Sabido       | Portugal | Barloworld               | a 4"      |
| 3   | Alexander Efimkin | Rússia   | Barloworld               | a 6"      |
| 4   | Manuel Cardoso    | Portugal | Carvalhelhos-Boavista    | a 10"     |
| 5   | Danail Petrov     | Bulgária | Maia-Milaneza            | m.t.      |
| 6   | Rui Sousa         | Portugal | LA-Liberty               | m.t.      |
| 7   | Pedro Cardoso     | Portugal | Maia-Milaneza            | m.t.      |
| 8   | Bruno Neves       | Portugal | Madeinox-BRIC-AR Canelas | m.t.      |
| 9   | Andrei Zintchenko | Rússia   | Riberalves-Alcobaça      | m.t.      |
| 10  | Gilberto Sampaio  | Portugal | Paredes Rota dos Móveis  | m.t.      |

#### Etapa 2
Resultado da Etapa 2
| Pos | Nome             | País      | Equipa                   | Tempo     |
| --- | ---------------- | --------- | ------------------------ | --------- |
| 1   | Manuel Cardoso   | Portugal  | Carvalhelhos-Boavista    | 4h 22'36" |
| 2   | Ruggero Marzoli  | Itália    | Lampre – Fondital        | m.t.      |
| 3   | Marco Cunha      | Portugal  | Madeinox-BRIC-AR Canelas | m.t.      |
| 4   | Bruno Neves      | Portugal  | Madeinox-BRIC-AR Canelas | m.t.      |
| 5   | César Quitério   | Portugal  | Imoholding               | m.t.      |
| 6   | Enrico Franzoi   | Itália    | Lampre – Fondital        | m.t.      |
| 7   | Mário Figueiredo | Portugal  | Riberalves-Alcobaça      | m.t.      |
| 8   | Martin Garrido   | Argentina | Duja-Tavira              | m.t.      |
| 9   | Nuno Marta       | Portugal  | Imoholding               | m.t.      |
| 10  | José Martins     | Portugal  | Vitória-ASC              | m.t.      |

Geral individual após Etapa 2
| Pos | Nome              | País     | Equipa                  | Tempo     |
| --- | ----------------- | -------- | ----------------------- | --------- |
| 1   | Manuel Cardoso    | Portugal | Carvalhelhos-Boavista   | 8h 54'39" |
| 2   | Cândido Barbosa   | Portugal | LA-Liberty              | m.t.      |
| 3   | Hugo Sabido       | Portugal | Barloworld              | a 4"      |
| 4   | Alexander Efimkin | Rússia   | Barloworld              | a 6"      |
| 5   | Cláudio Faria     | Portugal | Madeinox                | m.t.      |
| 6   | Pedro Soeiro      | Portugal | Riberalves-Alcobaça     | a 7"      |
| 7   | Bruno Neves       | Portugal | Madeinox                | a 10"     |
| 8   | Andrei Zintchenko | Rússia   | Riberalves-Alcobaça     | m.t.      |
| 9   | Pedro Cardoso     | Portugal | Maia-Milaneza           | m.t.      |
| 10  | Unai Yus          | Espanha  | Paredes Rota dos Móveis | m.t.      |